# Dave Morgan
 Dave Morgan  va ser un pilot de curses automobilístiques britànic que va arribar a disputar curses de Fórmula 1.
Va néixer el 7 d'agost del 1944 a Cranmore, Somerset, Anglaterra.

## A la F1
Dave Morgan va debutar a la desena cursa de la temporada 1975 (la 26a temporada de la història) del campionat del món de la Fórmula 1, disputant el 19 de juliol del 1975 el G.P. de la Gran Bretanya al circuit de Silverstone.
Va participar en una única cursa puntuable pel campionat de la F1, aconseguint una divuitena posició a la cursa i no assolí cap punt pel campionat del món de pilots.

## Resultats a la Fórmula 1
| Any  | Equip        | Xassís  | Motor    | 1   | 2   | 3   | 4   | 5   | 6   | 7   | 8   | 9   | 10     | 11  | 12  | 13  | 14  | Posició | Punts |
| ---- | ------------ | ------- | -------- | --- | --- | --- | --- | --- | --- | --- | --- | --- | ------ | --- | --- | --- | --- | ------- | ----- |
| 1975 | Team Surtees | Surtees | Cosworth | ARG | BRA | SUD | ESP | BEL | MON | SUE | HOL | FRA | GBR 18 | ALE | AUT | ITA | USA | -       | 0     |

### Resum
| Curses: | Victòries: | Pòdiums: | Poles: | Voltes ràpides: | Punts: |
| ------- | ---------- | -------- | ------ | --------------- | ------ |
| 1       | 0          | 0        | 0      | 0               | 0      |